# Закон Украины «О противодействии дискриминации»
Закон «О внесении изменений в законодательные акты Украины относительно предотвращения и противодействия дискриминации» (укр. Про внесення змін до деяких законодавчих актів України щодо запобігання та протидії дискримінації) был принят Верховной радой Украины 13 мая 2014 года и подписан и. о. президента Александром Турчиновым. Дискуссии в правительстве о его принятии началась в начале 2000-х. В 2015 году закон в ходе реформ был принят повторно.

## Евроинтеграционный пакет
Принятие Украиной антидискриминационного законодательства, затрагивающего запрет на дискриминацию в трудовой сфере, в том числе и по признаку сексуальной ориентации, являлся одним из обязательных условий подписания соглашения об интеграции с ЕС. Именно положение о защите прав ЛГБТ вызвало наиболее ожесточенные споры как в украинском обществе, так и в стенах Верховной рады Украины.
В середине декабря 2013 года премьер-министр страны Николай Азаров, выступая на митинге «Партии регионов» отметил, что для введения безвизового режима с Европейским союзом Украине будет необходимо легализовать однополые браки и «принять законы о равенстве сексуальных меньшинств». Позднее Азаров изменил своё мнение и высказался за принятие Верховной радой закона, который бы защищал права ЛГБТ.
В конце декабря 2013 года Представительство ЕС на Украине в ответ на озвученные некоторыми провластными политиками тезисы о том, что евроинтеграция потребует от Украины легализации однополых браков, выступило с заявлением, в котором сообщалось, что Европейский Союз не устанавливает законов о семье и браке и требования о принятии антидискриминационных законов не имеют с ними ничего общего.

## История принятия
Законопроект № 2342 был разработан министерством юстиции Украины и представлял собой поправки в различные законодательные акты, в частности, в Уголовный кодекс Украины. При этом ЛГБТ были упомянуты в законопроекте лишь один раз — в поправке к Трудовому кодексу Украины, который предлагался дополнить запретом дискриминации по признаку сексуальной ориентации. Законопроект о противодействии дискриминации был внесён в Верховную раду в феврале 2013 года. Подобные законопроекты, несмотря на широкие дискуссии в обществе, были также приняты в Молдавии и в Польше.
5 марта 2013 года Верховной раде был представлен альтернативный законопроект № 2342-1, авторами которого выступили депутаты Игорь Мирошниченко и Александр Мирный (Всеукраинское объединение «Свобода»). Альтернативный законопроект предлагает исключить сексуальную ориентацию из перечня признаков, по которым на Украине запрещается дискриминация в сфере трудовых отношений.
Против законопроекта № 2342 выступили представители всех партий. Даже оппозиция не возражала против негативных выступлений. В итоге рассмотрение законопроекта было снято с повестки дня. 14 мая 2013 года, когда должно было состояться рассмотрение законопроекта, перед зданием Рады состоялся митинг с лозунгами «Нет гомосексуализму!» и «Позор депутатам!» Против документа выступила также и Украинская православная церковь (МП), которая выразила опасения, что принятие законопроекта позволит государственным органам «ограничивать Церковь в её противодействиях аморальному образу жизни». В июле 2013 года предлагалось снова внести законопроект в повестку дня, однако этого так и не произошло и депутаты разошлись на каникулы до конца сентября, так и не обсудив законопроект.
В сентябре 2013 года парламент вернулся к данному вопросу в числе прочих евроинтеграционных законодательных реформ, выдвинутых правительством. Однако многие депутаты вновь высказались против принятия данного закона, ссылаясь на «другие этические нормы», мнение церкви и общества, на то, что Конституция Украины уже запрещает любую дискриминацию и что закон будет способствовать «моральному разложению». В результате некоторые парламентарии и Уполномоченный Верховной рады по правам человека Валерия Лутковская начали переговоры с ЕС с целью исключения антидискриминационного закона из условий евроинтеграции, за что подверглись критике правозащитных организаций. Позже глава представительства ЕС Ян Томбинский заявил, что подобных гарантий ЕС не будет достаточно. Эксперты отметили, что такое положение является отражением ситуации с гомофобией в обществе.
27 марта 2014 года взамен отклонённым проектам № 2342 и № 2342-1 был предложен новый правительственный законопроект № 4581 «О внесении изменений в некоторые законодательные акты Украины относительно предотвращения и противодействия дискриминации», который был принят Верховной радой Украины 13 мая 2014 года. За документ во втором чтении проголосовали 236 депутатов, в котором содержится упоминание сексуальной ориентации в качестве признака, по которому запрещена дискриминация. Закон был подписан и. о. президента Александром Турчиновым 28 мая 2014 года.

## Содержание закона
Принятый закон дополняет перечень дискриминационных признаков, перечисленных в ч. 2 ст. 24 Конституции Украины, возраст, инвалидность, гражданство и семейное положение. Закон вносит изменения и дополнения в законы «Об основах предупреждения и противодействия дискриминации на Украине», «Об обеспечении равных прав и возможностей женщин и мужчин» и Гражданский процессуальный кодекс Украины.
Высший специализированный суд Украины по рассмотрению гражданских и уголовных дел в своём письме № 10-644/0/4-14 от 7 мая 2014 года постановил, что нарушение равенства трудовых прав граждан недопустимо не только на основании признаков, указанных в ч. 2 ст. 24 Конституции Украины, ст. 21 КЗоТ, п. 2 ч. 1 ст. 1 Закона о недискриминации, но и по признакам возраста, цвета кожи, физическим признакам (вес, рост, нарушения речи, недостатки лица), семейного положения, сексуальной ориентации.